# Коробово (Ярославский район)
Коробово — деревня в Ярославском районе Ярославской области. Входит в состав Заволжского сельского поселения.

## География
Находится в восточной части Ярославской области на расстоянии приблизительно 5 км на северо-восток по прямой от станции Филино.

## История
В 1859 году здесь (деревня Ярославского уезда Ярославской губернии) было учтено 16 дворов, в 1898 — 19.

## Население
Численность населения: 71 человек (1859 год), 25 (русские 96 %) в 2002 году, 18 в 2010.